# 諫早東高校駅
諫早東高校駅（いさはやひがしこうこうえき）は、長崎県諫早市森山町杉谷にある島原鉄道島原鉄道線の駅である。

## 歴史
- 1984年（昭和59年）11月12日：諫早東高校前駅（いさはやひがしこうこうまええき）として開設[1]。
- 2019年（令和元年）10月1日：諫早東高校駅（いさはやひがしこうこうえき）に改称[2]。

## 駅構造
単式ホーム1面1線を有する地上駅。線路西側にホームが置かれている。駅舎は無いが、ホーム上に簡単な待合所と飲み物の自動販売機2台が設置されている。ホーム釜ノ鼻方が緩やかな坂となっており、駅への出入りにはこれを使う。駅釜ノ鼻方には第56号踏切があるため、駅東側に出ることも可能である。無人駅。

## 利用状況
2018年度の年間乗車人員は45,218人、降車人員は48,225人であった。
近年の年間乗車人員、降車人員の推移は以下の通り。
| 年度               | 年間 乗車人員 | 年間 降車人員 |
| ------------------ | ------------- | ------------- |
| 2000年（平成12年） | 68,857        | 72,584        |
| 2001年（平成13年） | 70,803        | 74,132        |
| 2002年（平成14年） | 72,612        | 77,081        |
| 2003年（平成15年） | 73,931        | 79,079        |
| 2004年（平成16年） | 72,518        | 79,393        |
| 2005年（平成17年） | 81,235        | 87,910        |
| 2006年（平成18年） | 81,138        | 86,680        |
| 2007年（平成19年） | 90,837        | 97,056        |
| 2008年（平成20年） | 89,118        | 93,692        |
| 2009年（平成21年） | 68,774        | 72,620        |
| 2010年（平成22年） | 60,256        | 64,561        |
| 2011年（平成23年） | 61,681        | 65,347        |
| 2012年（平成24年） | 65,536        | 69,021        |
| 2013年（平成25年） | 66,574        | 70,631        |
| 2014年（平成26年） | 68,657        | 72,143        |
| 2015年（平成27年） | 67,213        | 71,550        |
| 2016年（平成28年） | 55,887        | 58,937        |
| 2017年（平成29年） | 45,678        | 48,623        |
| 2018年（平成30年） | 45,218        | 48,225        |

## 駅周辺

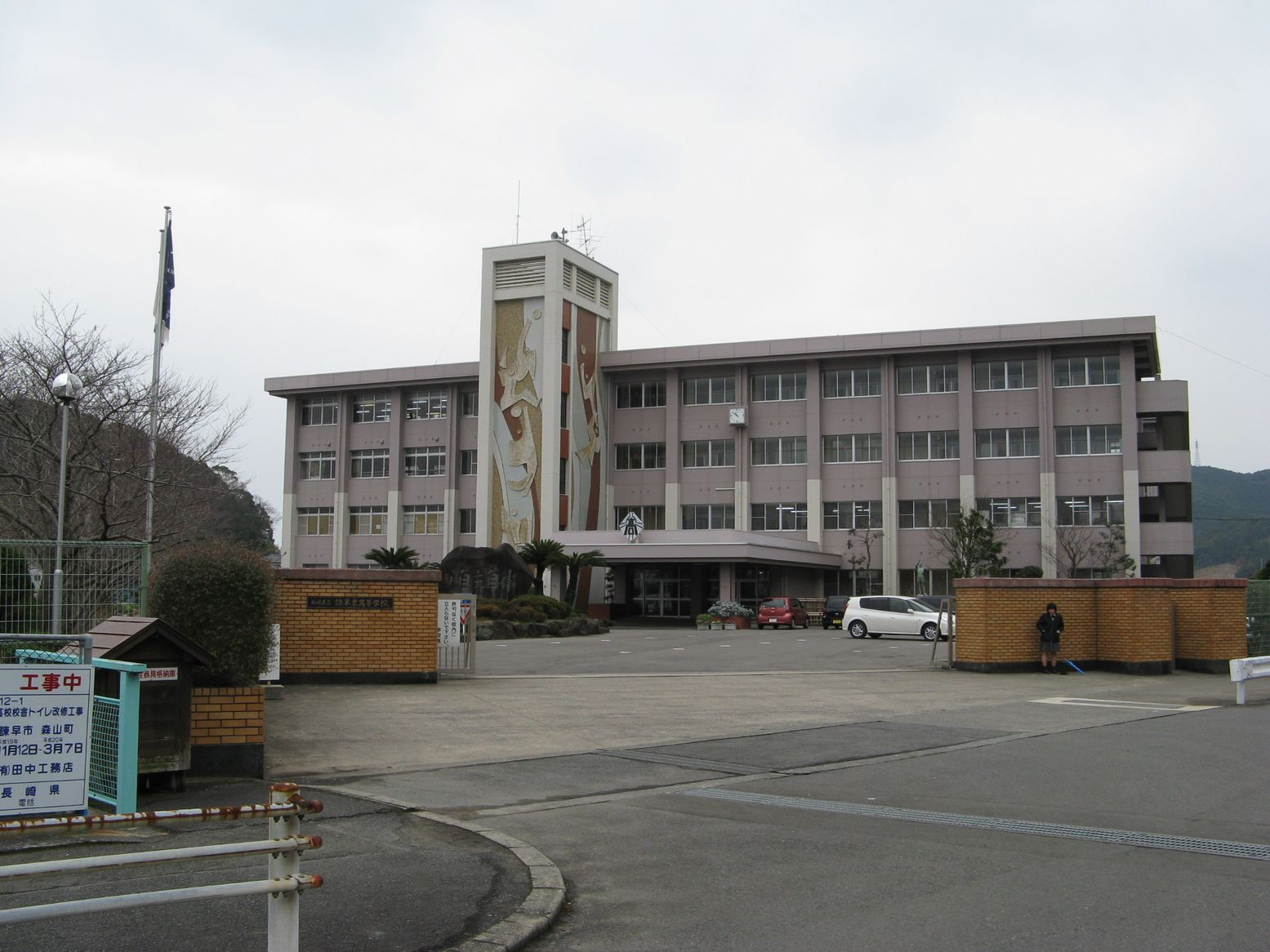
諫早東高等学校

駅周辺の国道57号沿いにはレストランや大規模な衣料品店などが立地する。駅の東側は主に田園が広がるが、駅の西側には住宅も多い。
- 長崎県立諫早東高等学校
- 国道251号（愛野森山バイパス）

## 隣の駅
島原鉄道
■島原鉄道線
釜ノ鼻駅 - 諫早東高校駅 - 愛野駅